# Egyiptomi labdarúgó-bajnokság (első osztály)
Az Egyptian Premier League, arabul الدوري المصري الممتاز) az egyiptomi labdarúgás legmagasabb osztálya. A bajnokságot 1948-ban alapították, jelenleg 16 csapat alkotja. A bajnokság története során, a 37 alkalommal első helyen végzett, fővárosi el-Ahlí dominanciáját csak néhány vidéki csapatnak sikerült háttérbe szorítani, köztük a 2015-ös Premier League bajnokának, a gízai Zamalek együttesének, akik 12 bajnoki címmel büszkélkedhetnek.

## Stadionok
| Stadion                  | Város      | Befogadóképesség |
| ------------------------ | ---------- | ---------------- |
| Borg El-Arab             | Alexandria | 80 000           |
| Cairo Stadion            | Kairó      | 75 000           |
| Suez Canal Stadion       | Szuez      | 45 000           |
| Osman Ahmed Osman        | Kairó      | 35 000           |
| Military Academy Stadion | Kairó      | 28 500           |
| El-Seka El-Haded Stadion | Kairó      | 25 000           |
| Port Said Stadion        | Port Szaíd | 24 060           |
| Haras El Hodood          | Alexandria | 22 500           |
| Alexandriai stadion      | Alexandria | 20 000           |
| El-Mansoura Stadion      | Mansura    | 20 000           |
| El Mahalla               | Mahalla    | 20,000           |
| Ismailia Stadion         | Ismaïlia   | 16 500           |
| Tersana Stadium          | Gíza       | 15 000           |
| El-Shams Stadion         | Kairó      | 15 000           |

## Legsikeresebb csapatok
| Csapat            | Győzelmek |
| ----------------- | --------- |
| el-Ahlí           | 42        |
| Zamalek           | 14        |
| Al-Ismaily        | 3         |
| Al-Olympi         | 1         |
| Ghazl El-Mehalla  | 1         |
| Mokawloon al-Arab | 1         |
| Tersana           | 1         |

## Az eddigi győztesek
| #  | Szezon  | Bajnok            |
| -- | ------- | ----------------- |
| 1  | 1948-49 | el-Ahlí           |
| 2  | 1949-50 | el-Ahlí           |
| 3  | 1950-51 | el-Ahlí           |
| -  | 1951-52 | Nem rendezték meg |
| 4  | 1952-53 | el-Ahlí           |
| 5  | 1953-54 | el-Ahlí           |
| -  | 1954-55 | Nem ért véget     |
| 6  | 1955-56 | el-Ahlí           |
| 7  | 1956-57 | el-Ahlí           |
| 8  | 1957-58 | el-Ahlí           |
| 9  | 1958-59 | el-Ahlí           |
| 10 | 1959-60 | Zamalek           |
| 11 | 1960-61 | el-Ahlí           |
| 12 | 1961-62 | el-Ahlí           |
| 13 | 1962-63 | Tersana           |
| 14 | 1963-64 | Zamalek           |
| 15 | 1964-65 | Zamalek           |
| 16 | 1965-66 | Al-Olympi         |
| 17 | 1966-67 | Al-Ismaili        |
| -  | 1967-68 | Nem rendezték meg |
| -  | 1968-69 | Nem rendezték meg |
| -  | 1969-70 | Nem rendezték meg |
| -  | 1970-71 | Nem ért véget     |
| -  | 1971-72 | Nem rendezték meg |
| 18 | 1972-73 | Ghazl Al-Mehalla  |
| -  | 1973-74 | Nem ért véget     |
| 19 | 1974-75 | el-Ahlí           |
| 20 | 1975-76 | el-Ahlí           |
| 21 | 1976-77 | el-Ahlí           |
| 22 | 1977-78 | Zamalek           |
| 23 | 1978-79 | el-Ahlí           |
| 24 | 1979-80 | el-Ahlí           |
| 25 | 1980-81 | el-Ahlí           |
| 26 | 1981-82 | el-Ahlí           |
| 27 | 1982-83 | Al-Mokawloon      |
| 28 | 1983-84 | Zamalek           |
| 29 | 1984-85 | el-Ahlí           |
| 30 | 1985-86 | el-Ahlí           |
| 31 | 1986-87 | el-Ahlí           |
| 32 | 1987-88 | Zamalek           |
| 33 | 1988-89 | el-Ahlí           |
| -  | 1989-90 | Nem ért véget     |
| 34 | 1990-91 | Al-Ismaili        |
| 35 | 1991-92 | Zamalek           |
| 36 | 1992-93 | Zamalek           |
| 37 | 1993-94 | el-Ahlí           |
| 38 | 1994-95 | el-Ahlí           |
| 39 | 1995-96 | el-Ahlí           |
| 40 | 1996-97 | el-Ahlí           |
| 41 | 1997-98 | el-Ahlí           |
| 42 | 1998-99 | el-Ahlí           |
| 43 | 1999-00 | el-Ahlí           |
| 44 | 2000-01 | Zamalek           |
| 45 | 2001-02 | Al-Ismaili        |
| 46 | 2002-03 | Zamalek           |
| 47 | 2003-04 | Zamalek           |
| 48 | 2004-05 | el-Ahlí           |
| 49 | 2005-06 | el-Ahlí           |
| 50 | 2006-07 | el-Ahlí           |
| 51 | 2007-08 | el-Ahlí           |
| 52 | 2008-09 | el-Ahlí           |
| 53 | 2009-10 | el-Ahlí           |
| 54 | 2010-11 | el-Ahlí           |
| -  | 2011-12 | Nem rendezték meg |
| -  | 2012-13 | Nem ért véget     |
| 55 | 2013-14 | el-Ahlí           |
| 56 | 2014-15 | Zamalek           |

## Gólkirályok
| Szezon    | Játékos                      | Klub                    | Gólok |
| --------- | ---------------------------- | ----------------------- | ----- |
| 1948-1949 | Mohamed Diab El-Attar "Diba" | Al-Ittihad Al-Iskandary | 15    |
| 1948-1949 | El-Sayed El-Dhizui           | Al-Masry                | 15    |
| 1949-50   | El-Sayed El-Dhizui           | Al-Masry                | 13    |
| 1950-51   | El-Sayed El-Dhizui           | Al-Masry                | 12    |
| 1952-53   | Ahmed Mekawi                 | el-Ahlí                 | 12    |
| 1953-54   | Abdel Nabi                   | Tersana                 | 18    |
| 1955-56   | Sayed Saleh                  | el-Ahlí                 | 12    |
| 1956-57   | Alaa El-Hamouly              | Zamalek                 | 16    |
| 1957-58   | Hamdi Abdel Fattah           | Tersana                 | 19    |
| 1958-59   | El-Sayed El-Dhizui           | el-Ahlí                 | 16    |
| 1959-60   | Hamdi Abdel Fattah           | Tersana                 | 15    |
| 1960-61   | Ali Mohsen                   | Zamalek                 | 16    |
| 1961-62   | Moustafa Reyadh              | Tersana                 | 18    |
| 1962-63   | Hassan El-Shazly             | Tersana                 | 32    |
| 1963-64   | Moustafa Reyadh              | Tersana                 | 27    |
| 1964-65   | Hassan El-Shazly             | Tersana                 | 23    |
| 1965-66   | Hassan El-Shazly             | Tersana                 | 16    |
| 1966-67   | Ali Abougreisha              | Al-Ismaili              | 15    |
| 1972-73   | Omasha                       | Ghazl Al-Mehalla        | 11    |
| 1974-75   | Hassan El-Shazly             | Tersana                 | 34    |
| 1975-76   | Osama Khalil                 | Al-Ismaili              | 17    |
| 1976-77   | Ali Khalil                   | Zamalek                 | 17    |
| 1976-77   | Hassan Shehata               | Zamalek                 | 17    |
| 1977-78   | Mahmoud El-Khateeb           | el-Ahlí                 | 11    |
| 1978-79   | Ali Khalil                   | Zamalek                 | 12    |
| 1979-80   | Hassan Shehata               | Zamalek                 | 14    |
| 1980-81   | Mahmoud El-Khateeb           | el-Ahlí                 | 11    |
| 1981-82   | Gamal Gouda                  | Al-Masry                | 8     |
| 1982-83   | Mahmoud El-Mashaqui          | Ghazl Al-Mehalla        | 9     |
| 1983-84   | Ayman Shawki                 | Al-Koroum               | 8     |
| 1984-85   | Mohamed Hazem                | Al-Ismaili              | 11    |
| 1985-86   | Mohamed Hazem                | Al-Ismaili              | 11    |
| 1986-87   | Emad Souliman                | Al-Ismaili              | 11    |
| 1987-88   | Gamal Abdul Hamid            | Zamalek                 | 11    |
| 1988-89   | Mahmoud El-Mashaqui          | Ghazl Al-Mehalla        | 11    |
| 1990-91   | Mohamed Ramadan              | el-Ahlí                 | 14    |
| 1991-92   | Ahmed El-Kass                | Al-Olympi               | 14    |
| 1992-93   | Ahmed El-Kass                | Al-Olympi               | 16    |
| 1993-94   | Ahmed El-Kass                | Al-Olympi               | 15    |
| 1993-94   | Beshir Abdel Samad           | Al-Ismaili              | 15    |
| 1994-95   | Abdullah El-Sawi             | Qanah                   | 10    |
| 1994-95   | Ahmed Sari                   | Al-Itthad Al-Iskandary  | 10    |
| 1995-96   | Mohamed Salah Abougreisha    | Al-Ismaili              | 14    |
| 1996-97   | Ayman Moheb                  | Mansoura                | 17    |
| 1997-98   | Abdel Hamid Bassiouny        | Zamalek                 | 15    |
| 1998-99   | Hossam Hassan                | el-Ahlí                 | 15    |
| 1999-00   | John Utaka                   | Al-Ismaili              | 17    |
| 2000-01   | Tarek El-Said                | Zamalek                 | 13    |
| 2001-02   | Hossam Hassan                | Zamalek                 | 18    |
| 2002-03   | Ahmed Belal                  | el-Ahlí                 | 19    |
| 2003-04   | Abdel Halim Ali              | Al-Zamalek              | 21    |
| 2004-05   | Emad Moteab                  | el-Ahlí                 | 15    |
| 2005-06   | Mohamed Aboutrika            | el-Ahlí                 | 18    |
| 2006-07   | Flavio Amado                 | el-Ahlí                 | 17    |
| 2007-08   | Alaa Ibrahim                 | Petrojet                | 15    |
| 2008-09   | Ernest Papa Arko             | El Geish                | 12    |
| 2008-09   | Flavio Amado                 | el-Ahlí                 | 12    |

## Összesített góllövőlista
| # | Játékos            | Csapat                                       | Gól |
| - | ------------------ | -------------------------------------------- | --- |
| 1 | Hassan El-Shazly   | Al-Tersana                                   | 187 |
| 2 | Hossam Hassan      | el-Ahlí / Zamalek / Al-Masry / Al-Tersana    | 168 |
| 3 | Moustafa Reyadh    | Al-Tersana                                   | 123 |
| 4 | El-Sayed El-Dhizui | Al-Masry / el-Ahlí                           | 112 |
| 5 | Mahmoud El-Khateeb | el-Ahlí                                      | 108 |
| 6 | Ahmed El-Kass      | Al-Olympi / Zamalek / Al-Itthad Al-Iskandary | 107 |

## Külső hivatkozások
- Minden az egyiptomi futballról
- Minden az egyiptomi játékosokról
- RSSSF
- Mérkőzések, eredmények, mérkőzés-letöltések Archiválva 2019. szeptember 18-i dátummal a Wayback Machine-ben